# Jean-Claude Lefebvre
Jean-Claude Lefèbvre, (Épiais-lès-Louvres, Francia, 14 de junio de 1937 - Ibíd., 13 de agosto de 1999) fue un jugador de baloncesto francés. Con 2,18 metros de altura, jugaba en la posición de pívot. Su carrera fue breve, pero incluyó un paso de dos años por el baloncesto estadounidense y la selección en el Draft de la NBA de 1960 por parte de los Minneapolis Lakers. Además fue miembro de la selección de baloncesto de Francia con la que consiguió la medalla de bronce en el Eurobasket de Turquía 1959.

## Trayectoria
Durante su juventud Lefebvre practicó ciclismo, boxeo y atletismo (concretamente lanzamiento de bala y lanzamiento de martillo). A los 18 años conoció a Robert Busnel, quien lo alentaría a dedicarse al baloncesto y sería su mentor a lo largo de su carrera. Por influencia del entrenador, el joven jugador fue incorporado al Chorale Roanne Basket y comenzó a recibir convocatorias para entrenar con la selección de baloncesto de Francia.
En 1957 dejó Francia para instalarse en los Estados Unidos. Llegó al país norteamericano becado por la Universidad Gonzaga. Con los Bulldogs jugó dos temporadas, promediando 12,1 puntos y 8,2 rebotes por partido en 51 presentaciones. Una lesión en su rodilla le impidió jugar en los primeros meses de su tercera temporada, por lo que Lefebvre abandonó la universidad y regresó a su país.
En el Draft de la NBA de 1960 los Minneapolis Lakers lo seleccionaron en la novena ronda, convirtiéndose así en el primer jugador europeo en ser drafteado por una franquicia de la NBA.
En Francia jugaría para equipos de primera y segunda división hasta el año 1965, en el que decidió retirarse definitivamente.

## Selección nacional
Lefèbvre integró la selección de baloncesto de Francia entre 1957 y 1963. Jugó tres ediciones del Campeonato Europeo de Baloncesto (1957, 1959 y 1963) y formó parte del plantel que compitió en la Copa Mundial de Baloncesto de 1963. Aunque estaba en los planes del entrenador para afrontar el torneo de baloncesto masculino de los Juegos Olímpicos de Roma 1960, finalmente el pívot no estuvo presente en el certamen debido a una lesión que le impidió competir. 